# David Chabala
David Efford Chabala (Mufulira, 2 de fevereiro de 1960 — Libreville, 27 de abril de 1993) foi um futebolista zambiano.

## Carreira
Segundo jogador que mais vestiu a camisa da Seleção Zambiana (112 jogos entre 1983 e 1993), o goleiro iniciou sua carreira no Mufulira Wanderers, em 1978. Em 1991, deixou o clube para jogar no Argentinos Juniors, porém voltou ao Mufulira Wanderers em março do ano seguinte, reclamando das condições em seu contrato com a equipe que revelou Diego Maradona.

## Morte
Em 27 de abril de 1993, quando viajava para Dacar, no Senegal, Chabala e os demais jogadores da Seleção Zambiana, além da comissão técnica, outros 3 passageiros e os tripulantes do avião De Havilland Canada DHC-5D Buffalo em que viajavam, morreram no desastre aéreo ocorrido no litoral do Gabão, próximo a Libreville. Era o segundo mais velho atleta que veio a falecer (o também goleiro Richard Mwanza era 8 meses e 25 dias mais velho que Chabala).
Era pai de 6 crianças, e também era casado com 2 mulheres (Joyce e Petronella Mwamba Mulenga).